# Julius Peppers
(en) Statistiques sur pro-football-reference
 Julius Frazier Peppers est un joueur américain de football américain, né le 18 janvier 1980 à Wilson (Caroline du Nord), qui évoluait au poste de defensive end. Il a joué 17 saisons dans la National Football League pour les Panthers de la Caroline (2002 à 2009; 2017 à 2018), les Bears de Chicago (2010 à 2013) et les Packers de Green Bay.
Surnommé « The Freak of Nature » (« le monstre de la nature ») due à sa grande taille, son gabarit imposant et ses qualités athlétiques, le joueur issu des Tar Heels de la Caroline du Nord est sélectionné par les Panthers de la Caroline en tant que deuxième choix de la draft 2002 de la NFL. Après une première saison réussie au cours duquel il est nommé débutant défensif de l'année, il s'établit comme un des meilleurs joueurs défensifs de la ligue durant les années 2000. 

## Biographie

### Jeunesse
Julius Peppers, dernier de sa fratrie, est né à Wilson en Caroline du Nord. À sa première année au lycée Southern Nash Senior Highschool, il mesurait déjà 1,96 m pour 102 kg. Ray Davis, entraîneur des Firebirds de Southern Nash, sent que Peppers pourrait être un atout pour l'équipe bien qu'il n'ait jamais joué au football américain auparavant. Durant ses années de lycée, Peppers a joué running back et lineman défensif, finissant avec 3 501 yards à la course et 46 touchdowns, et considéré l'un des linemans les plus dangereux de l'État. Il a aussi joué dans l'équipe de basket-ball du lycée et est élu dans les « All-Stars » de la conférence 4 années consécutives. En 1998, Southern Nash gagne le championnat de l'État en athlétisme pour la première fois de son histoire grâce à Peppers qui a remporté le relai 4 x 200 m et le triple saut. Durant sa dernière année au lycée, il est nommé dans l'équipe-type du pays au football américain et également « Athlète masculin de l'année » par l'Association des athlètes des lycées de Caroline du Nord. En 2005, Peppers est nommé un des 50 meilleurs athlètes du comté de Twin.

### Carrière universitaire
Peppers a joué en tant que defensive end pour les Tar Heels de la Caroline du Nord. Il gagne le Chuck Bednarik Award récompensant le meilleur défenseur du pays et le Lombardi Award récompensant le meilleur lineman défensif en 2001. Il gagne également le trophée Bill Willis récompensant le meilleur lineman défensif du pays. Peppers obtient le statut de redshirt durant sa première saison. Durant les trois saisons suivantes, il est titulaire dans 33 des 34 matchs qu'il joue. Il est actuellement classé deuxième dans l'histoire des Tar Heels en nombre de sacks avec 30,5 sacks. Il accumule 53 plaquages derrière la ligne d'engagement, 167 plaquages au total, 5 interceptions, 5 fumbles forcés, 2 fumbles récupérés, 13 passes déviées et 43 pressions sur le quarterback en plus de retourner 2 interceptions et un fumble pour des touchdowns.
Peppers était aussi un membre de l'équipe de basket-ball avec les Tar Heels. Il a d'ailleurs préféré l'université de Caroline du Nord plutôt de Duke (Duke le voulait pour son équipe de basket-ball) car la Caroline du Nord était d'accord pour le laisser jouer dans les deux sports. Il était remplaçant en 1999-2000 lorsque les Tar Heels se qualifient au Final Four. Dans le tournoi NCAA, Peppers a marqué 18 points et 10 rebonds dans une défaite face à Penn State au deuxième tour. Peppers décide ensuite de se concentrer exclusivement sur le football américain et les études, et ne joue pas au basket-ball durant sa dernière année universitaire.

### Carrière professionnelle

#### Panthers de la Caroline
Peppers se présente à la draft 2002 de la NFL et est le deuxième joueur sélectionné, par les Panthers de la Caroline, derrière le quarterback David Carr. Peppers a couru le sprint de 40 yards en 4,68 secondes alors qu'il pesait 130 kg et a fait 22 répétitions au développé couché durant le pro day tenu par l'université de Caroline du Nord. Peppers a un impact immédiat aux Panthers et est nommé débutant défensif de l'année dans la ligue. Durant sa première saison professionnelle, il cumule 36 plaquages, 12 sacks, une interception et 5 fumbles forcés. Le 13 octobre 2002, 6e semaine contre les Cowboys de Dallas, Peppers devient le troisième joueur de l'histoire de la NFL à réaliser 3 sacks et une interception dans un même match.
En 2003, la saison où les Panthers atteignent le Super Bowl XXXVIII, il amasse 46 plaquages, 7 sacks et 3 fumbles forcés. L'année suivante, Peppers est sélectionné pour son premier Pro Bowl avec 65 plaquages, 11 sacks, 2 interceptions, 4 fumbles forcés et 2 touchdowns défensifs. Le 15 octobre 2006, Peppers devient le meneur en nombre de sacks dans l'histoire des Panthers.
Peppers est connu comme l'un des joueurs les plus athlétiques et polyvalents de la NFL. Peppers possède à son actif 10 coups de pied bloqués, le classant deuxième dans l'histoire de la NFL. En 2008, Peppers est sélectionné pour le Pro Bowl durant lequel il réalise une interception.
Après la retraite de Mike Minter, Peppers devient un des capitaines défensifs des Panthers. Avec Donovan McNabb, ils sont les deux seuls joueurs à avoir joué les Final Four universitaires et un Super Bowl.
Le 16 janvier 2009, Peppers annonce à ESPN ne pas vouloir signer de nouveau contrat avec les Panthers car il aimerait jouer dans une défense suivant un schéma en 3-4. Il exprime aussi son désir de passer de defensive end à linebacker extérieur. Malgré cela, les Panthers placèrent le franchise tag sur lui le 19 février pour la saison 2009. Les Panthers annoncent le 22 février 2010 qu'ils laisseraient partir Peppers.

#### Bears de Chicago
Le 5 mars 2010, les Bears de Chicago signent Peppers pour 6 ans et 91,3 millions de dollars. Peppers a un impact dès la première semaine contre les Lions de Détroit, forçant un fumble de Matthew Stafford à 29 secondes de la mi-temps. Le plaquage a également eu pour effet de blesser Stafford. En 5e semaine, Peppers joue contre son ancienne équipe, les Panthers, chez eux. Il intercepte une passe de Jimmy Clausen en plongeant sous le ballon. Il termine la saison avec 42 plaquages et 8 sacks. Sa contribution est surtout de mettre la pression sur le quaterback, d'influer sur la direction des courses et d'assister les plaquages.

#### Packers de Green Bay
En 2014, il signe aux Packers de Green Bay.

#### Retour aux Panthers
En 2017, il retourne avec les Panthers de la Caroline via un contrat d'un an. 
Il annonce sa retraite sportive le 1er février 2019 après 17 saisons dans la NFL. Il se retire en tant que quatrième joueur avec le plus de sacks dans l'histoire de la NFL.

## Palmarès

### NCAA
- 1999 : Sporting News Freshman All-American
- 2000 : All-ACC, première équipe
- 2000 : AP All-American, seconde équipe
- 2000 : Football News All-American, seconde équipe
- 2001 : Consensus All-ACC, première équipe
- 2001 : Consensus All-American, première équipe
- 2001 : finaliste du Bronko Nagurski Trophy
- 2001 : Vince Lombardi Trophy
- 2001 : Chuck Bednarik Award

### NFL
- octobre 2002 : Rookie NFL du Mois
- 2002 : Rookie Défensif de l'Année
- 2002 : Pro Football Weekly All-Rookie
- 2005/2006/2007/2009/2010 : NFC Pro-Bowl Team
- 2004/2006/2010 : All-Pro Team
- novembre 2004/novembre 2008/novembre 2010 : Joueur Défensif NFC du Mois